# سيف بامبوريكي
سيف بامبوريكي (توفي في 22 فبراير 2021) سياسي رواندي. كان عضوا في الكونغرس الوطني الرواندي. في 22 فبراير 2021 قُتل بامبوريكي في جنوب إفريقيا على يد مسلحين بعد أن تم سحبه من سيارته.